# Fairy Meadows

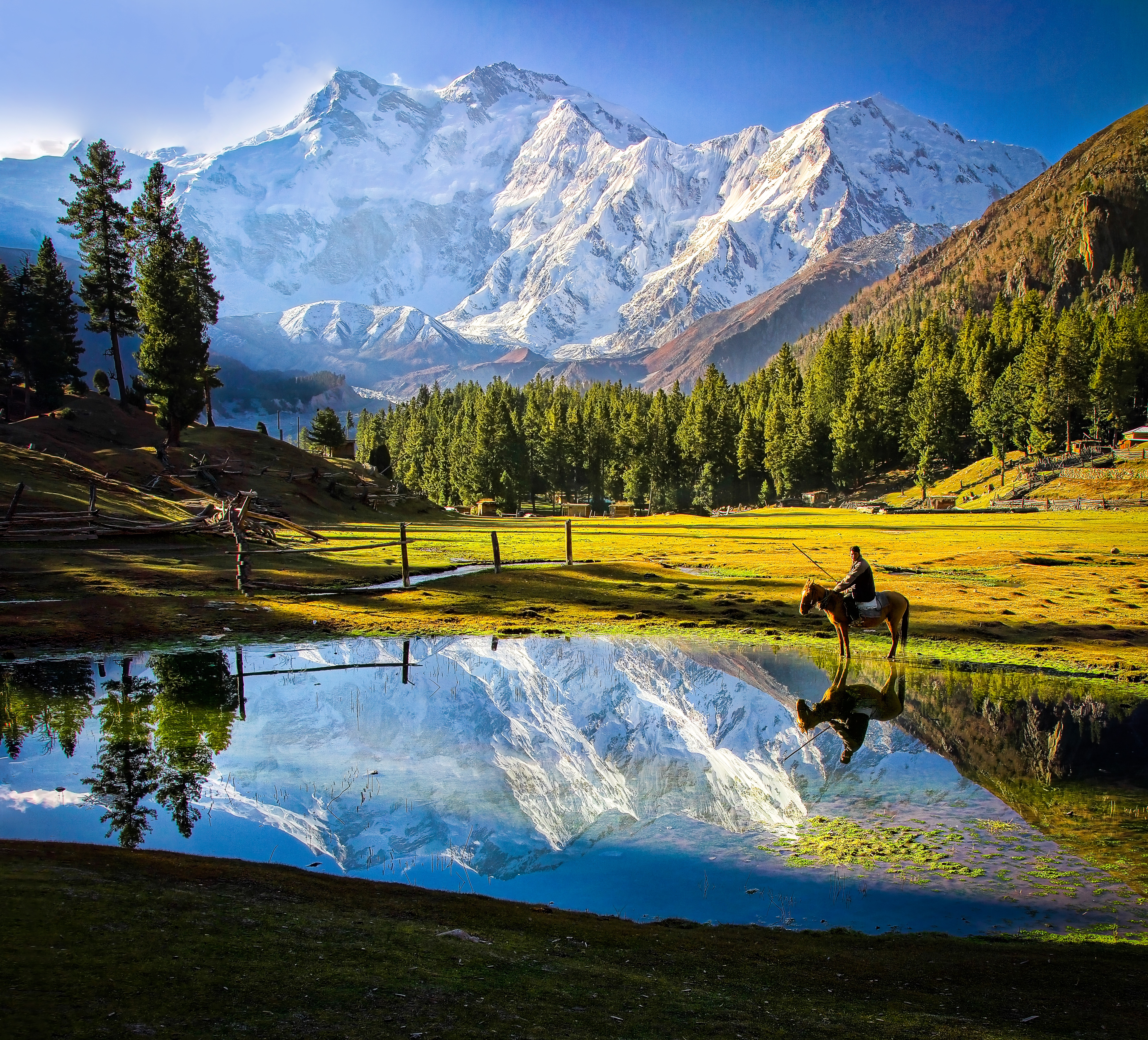
Nanga Parbat: A Montanha Assassina

Fairy Meadows (Urdu: فیری میڈوز), nomeado por alpinistas alemães (alemão: Märchenwiese, "prados de conto de fadas") e conhecido localmente como Joot, é uma pradaria perto de um dos locais de acampamento base do Nanga Parbat, localizado no distrito de Diamer, Gilgit-Baltistan, Paquistão. A uma altitude de cerca de 3.300 metros acima do nível do mar, serve como ponto de partida para os trekkers que escalam a face Rakhiot do Nanga Parbat. Em 1995, o governo do Paquistão declarou Fairy Meadows um parque nacional.

## Localização
Fairy Meadows é acessível por uma caminhada de doze quilômetros de jipe a partir da ponte Raikhot na estrada de Karakoram até a vila de Tato. Além de Tato, leva cerca de três a quatro horas caminhando por uma trilha de cinco quilômetros até Fairy Meadows. A pastagem está localizada no vale de Raikhot, em uma extremidade da geleira Raikhot, que se origina do Nanga Parbat e alimenta um riacho que finalmente cai no rio Indus. Desde 1992, os moradores locais têm operado parques de campismo na área.

## Turismo
A temporada turística de seis meses no Fairy Meadows começa em abril e continua até o final de setembro. Os turistas alojam-se no parque de campismo, distribuídos por 800 hectares (2 acres), conhecidos como "Raikot Serai". O sítio de Fairy Meadows, embora parcialmente desenvolvido, gera cerca de 17 milhões de PKR de receitas provenientes do turismo, principalmente fornecendo serviços de alimentação, transporte e acomodação. Um projeto de Shangrila Resorts, os pioneiros do desenvolvimento do turismo em Gilgit Baltistan, estabelecerá um resort ecológico. A estrada para Fairy Meadows foi construída pelo brigadeiro M. Aslam Khan (M.C, H.J, F.K), primeiro comandante Gilgit Scouts, que hoje emprega os habitantes locais. A comunidade local parou a extração de madeira para conservar a floresta e promover o turismo na área. A principal atração deste lugar que não os prados é a vista da Mighty Nanga Parbat Mountain. Os turistas costumam caminhar até o acampamento base da montanha em Fairy Meadows.

## Flora e fauna
A pastagem é cercada por uma densa floresta alpina. A área de alta altitude e encostas viradas a norte consistem principalmente de floresta de coníferas com Pinus wallichiana, Picea smithiana e Abies pindrow árvores, enquanto que nas áreas de alta altitude com pouca luz solar são arbustos de bétula e anão salgueiro. As encostas do sul concentram-se com zimbro e scrubs, nomeadamente Juniperus excelsa e J. turkesticana. Nas baixas altitudes, a principal planta encontrada é Artemisia, com cinzas amarelas, carvalhos e Pinus gerardiana espalhados por ela. Pesquisas sugeriram semelhanças entre Pinus wallichiana encontrados nos prados com uma espécie irmã, Pinus peuce, encontrada nos Bálcãs, com base no tamanho das folhas.
Entre os mamíferos, alguns ursos marrons são encontrados na região, com seus números em declínio. Alguns cervos almiscarados, considerados espécies ameaçadas, também estão presentes.